# All Souls College

Das All Souls College (vollständiger Name: College of the Souls of All the Faithful Departed) ist eines der konstituierenden Colleges der University of Oxford in Oxford im Vereinigten Königreich. Es stellt eine Besonderheit dar, da es am College keine Studenten ohne Hochschulabschluss gibt und die Mitgliedschaft allein aus Fellows besteht.

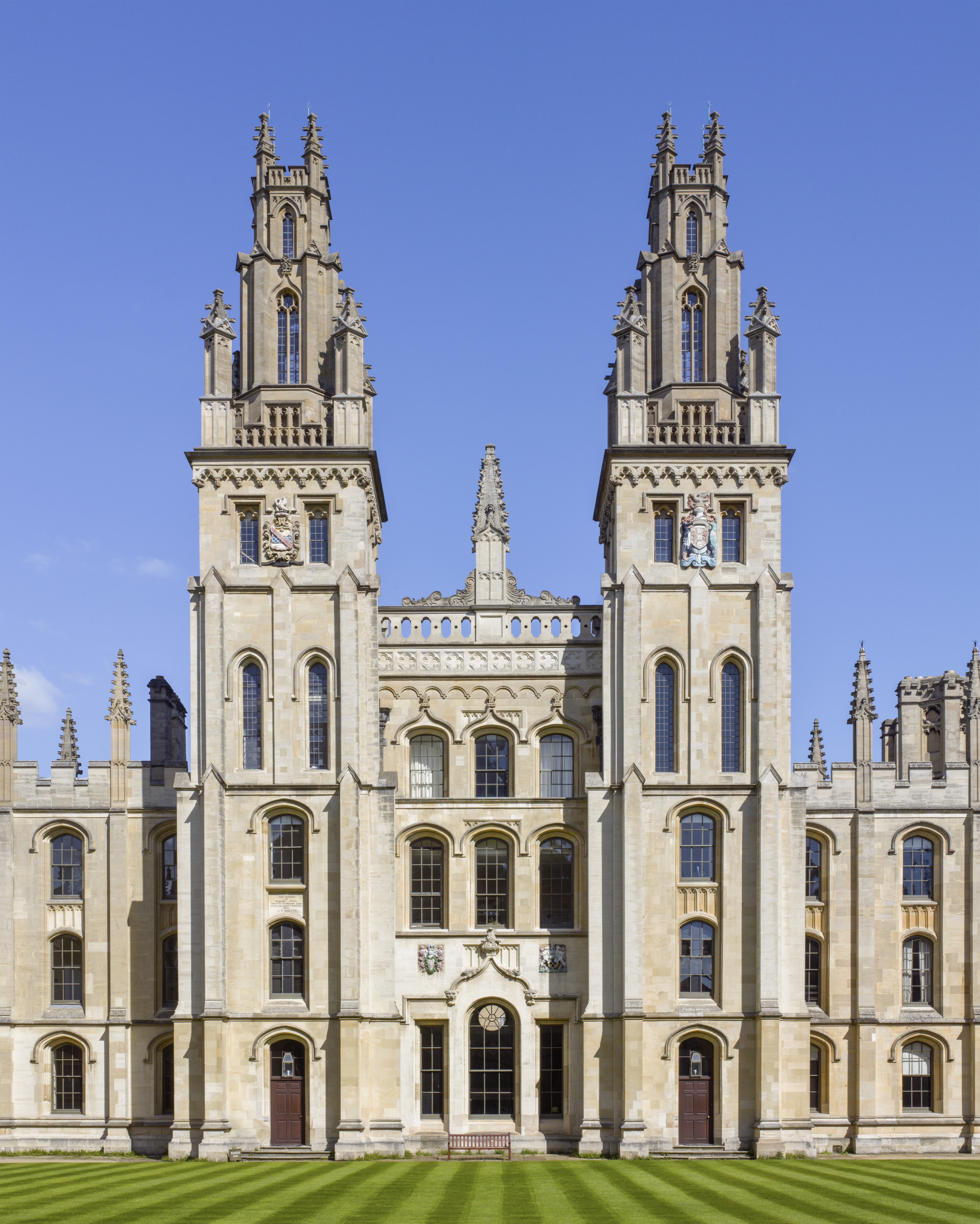
Hawksmoor Towers des College

Die Mitgliedschaft rekrutiert sich unter anderem dadurch, dass jedes Jahr die besten Absolventen der University of Oxford eingeladen werden, ein Examen abzulegen, das als „die härteste Prüfung der Welt“ beschrieben wird. Die besten zwei werden als neue Fellows gewählt. Ein Fellowship im All Souls College ist eine der höchsten akademischen Auszeichnungen, die das Vereinigte Königreich zu vergeben hat.
Im College selbst verkehrt so ein kleiner Kreis von Nachwuchswissenschaftlern mit bereits akademisch etablierten Wissenschaftlern sowie mit ehemaligen Oxford-Absolventen, die eine Karriere in Politik, Wirtschaft oder Medien gemacht haben.
Gegründet wurde das College 1438 von Heinrich VI. und Henry Chichele, Fellow des New College, Oxford, und Erzbischof von Canterbury zum Gedenken an die Gefallenen des Hundertjährigen Krieges. Heute ist es vor allem eine Forschungsinstitution.
Das stilvolle Vordergebäude ist seit seiner Fertigstellung im Jahre 1443 fast unverändert geblieben. Von besonderem Interesse an dem 1733 vollendeten Innenhof, Great Quadrangle, sind die von Nicholas Hawksmoor entworfenen Doppeltürme und die 1658 installierte Sonnenuhr von Christopher Wren.

## Geschichte
Das College wurde 1438 von Heinrich VI. von England und Henry Chichele (Fellow des New College und Erzbischof von Canterbury) gegründet, um der Opfer des Hundertjährigen Krieges zu gedenken. Die Statuten sahen einen Aufseher und 40 Fellows vor: alle Fellows, um heilige Befehle anzunehmen, 24 Fellows, um Kunst, Philosophie und Theologie zu studieren sowie 16 Fellows, um Zivil- oder Kanonisches Recht zu studieren.
Heute ist das College in erster Linie eine Forschungseinrichtung, die keine Abschlüsse vergibt. All Souls hatten früher Studenten: Robert Hovenden (Direktor des Kollegiums von 1571 bis 1614) führte Studenten ein, um die Stipendiaten mit Dienern (Haushaltsdienern) zu versorgen, aber dies wurde bis zum Ende des Commonwealth aufgegeben. 
Über 500 Jahre lang hat das All Souls College nur Männer zugelassen. Frauen durften 1979 erstmals als Fellows an das College aufgenommen werden, im selben Jahr wie an vielen anderen zuvor ausschließlich männlichen Colleges der Universität.

## Einrichtungen

### Codrington Library

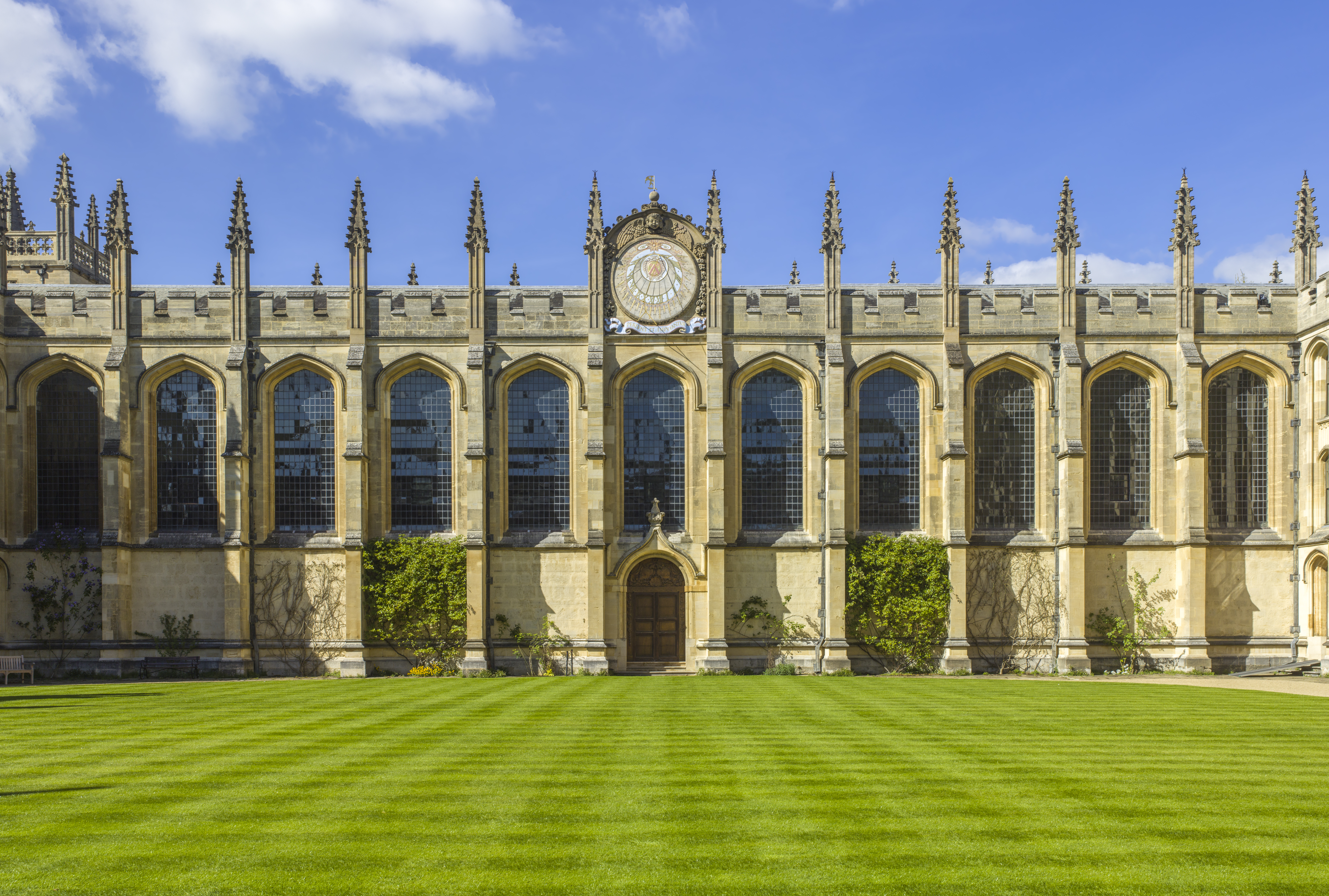
Codrington Library, Bibliothek des All Souls College

Die Codrington Library ist eine Bibliothek, die 1710 durch das Vermächtnis von Christopher Codrington (1668–1710), einem Fellow des Colleges und wohlhabenden Sklaven- und Zuckerplantagenbesitzer, gegründet wurde. Codrington studierte in Oxford und wurde später Kolonialgouverneur der Inseln über dem Winde. Christopher Codrington wurde in Barbados geboren und sammelte ein Vermögen aus seiner Zuckerplantage in den Westindische Inseln.
In seinem Testament vermachte Codrington dem College Bücher im Wert von 6000 Pfund Sterling sowie 10.000 Pfund Sterling für den Wiederaufbau und die Ausstattung der Bibliothek. Die neue Bibliothek wurde 1751 nach den Entwürfen von Nicholas Hawksmoor fertiggestellt und ist seitdem ununterbrochen in Benutzung. Heute umfasst die Bibliothek rund 185.000 Objekte, von denen etwa ein Drittel vor 1800 veröffentlicht wurde. Die Sammlungen sind besonders umfangreich in den Bereichen Recht und Geschichte (insbesondere Militärgeschichte).
1653 wurde Christopher Wren ein Fellow und produzierte 1658 eine Sonnenuhr für das College. Diese befand sich ursprünglich an der Südwand der Kapelle, wurde jedoch 1877 in den Innenhof (über dem zentralen Eingang zur Codrington Library) verlegt.

### Kapelle

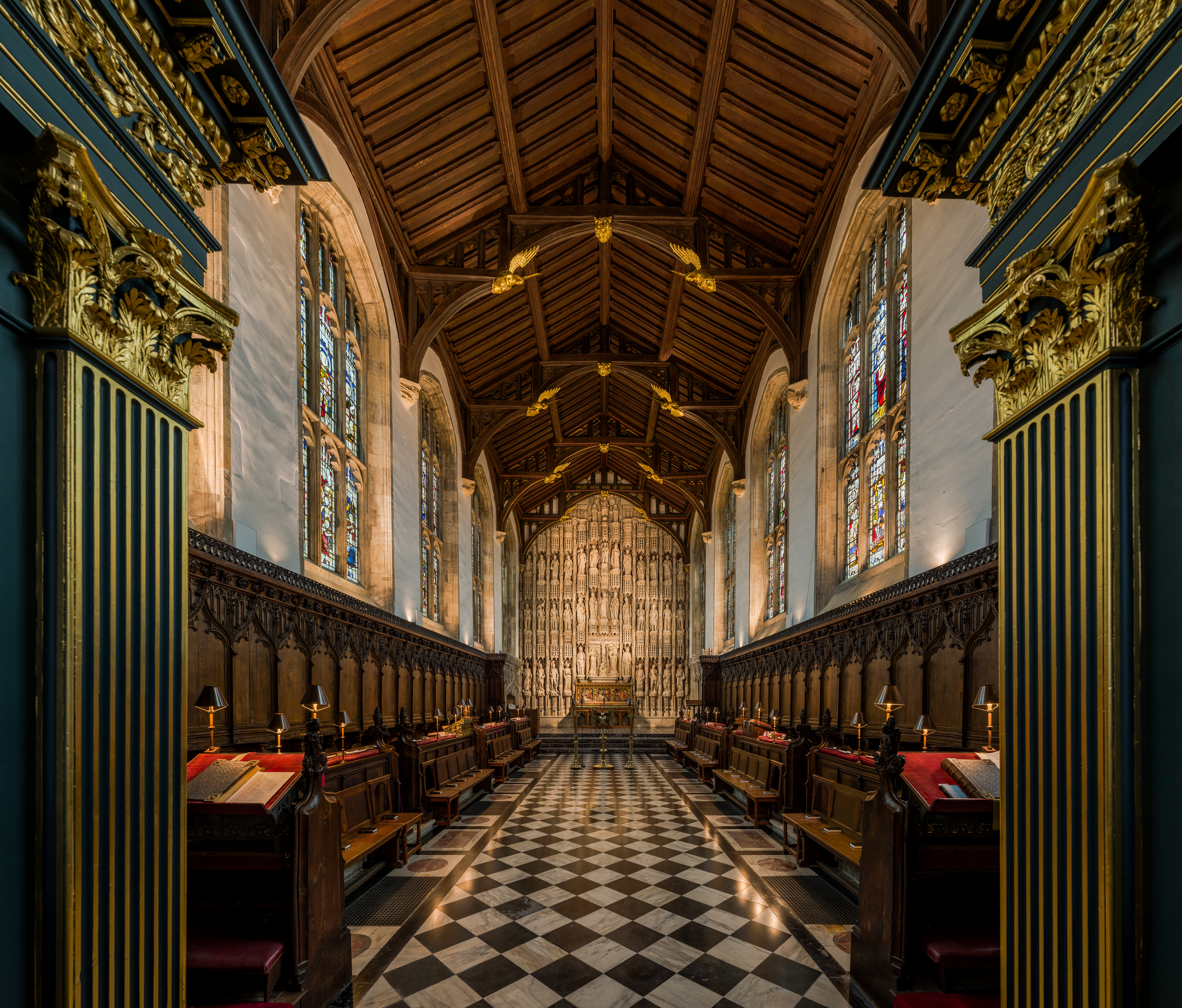
Innenraum der Kapelle des College

Die zwischen 1438 und 1442 erbaute College-Kapelle blieb bis zum Commonwealth weitgehend unverändert. Oxford, eine weitgehend royalistische Hochburg, litt unter dem Zorn der Puritaner. Die 42 Miserikordien stammen aus dem Gebäude der Kapelle und ähneln denen in Higham Ferrers. Beide wurden möglicherweise von Richard Tyllock geschnitzt.
In den 1660er Jahren wurde in der Kapelle ein Lettner installiert, der auf einem Entwurf von Christopher Wren basierte. Dieser Lettner wurde 1713 erneuert. Mitte des 19. Jahrhunderts war die Kapelle dringend renovierungsbedürftig, weshalb die derzeitige Struktur stark von den Idealen des viktorianischen Designs beeinflusst wurde.
Alle Gottesdienste in der Kapelle richten sich nach dem Book of Common Prayer. Die King-James-Bibel wird auch eher verwendet als modernere Übersetzungen.

## Vermögen und Etat
All Souls ist eines der reichsten Colleges in Oxford, im Jahr 2023 mit einem finanziellen Endowment (stiftungsbasiertem Vermögen) von 537,7 Millionen GBP (2018: 420,2 Mio. £, 2022: 546,6 Mio. £). Da die Haupteinnahmequelle des Colleges jedoch aus dessen Endowment stammt und es keine Einnahmen aus Studiengebühren erzielt, belegte es im Gesamteinkommen 2007 nur den 19. Platz unter den Oxford Colleges. All Souls ist nach englischem Recht ein eingetragener Hilfsverein. Bei einem Einkommen von 13,6 Mio. £ gab die Universität im Studienjahr 2022/2023 insgesamt 12,0 Mio. £ aus.

## Fellows (Auswahl)

### Fellows im Jahr 2024
Mit Stand 2024 gehören zu den gegenwärtigen Fellows:
- Francis Brown (* 1977), Mathematiker (seit 2015)
- Wolfgang Ernst (* 1956), Rechtswissenschaftler (seit 2015)
- Ruth Harris (* 1958), Historikerin (seit 2016)
- Noel Malcolm (* 1956), Historiker und Journalist (seit 2002)
- Vladimir Markovic (* 1973), Mathematiker (seit 2020)
- Angela McLean (* 1961), Biologin (Forschungsstipendiatin 2008 bis 2023, seit 2024 Distinguished Fellow)
- Miriam Meyerhoff (* 1964), Linguistin (seit 2020)
- Catherine Morgan (* 1961), Archäologin (seit 2015)
- David Pannick, Baron Pannick (* 1956), Jurist (Distinguished Fellow seit 2007)
- John Redwood (* 1951), Ökonom und Politiker (seit 2007)
- Amia Srinivasan (* 1984), Philosophin (seit 2020)
- William Waldegrave (* 1946), Politiker (seit 2001)
- Marina Warner (* 1946), Literaturwissenschaftlerin und Schriftstellerin (seit 2019)
- Peter H. Wilson (* 1963), Historiker (seit 2015)

### Ehemalige Fellows
- Susanne Bobzien (* 1960), Philosophin (Senior Research Fellow 2013–2023)[12]
- Peter Brown (* 1935), Historiker (Fellow 1956–1975)
- John Cardy (* 1947), theoretischer Physiker (Senior Research Fellow 1993–2014)
- Angelos Chaniotis (* 1959), Althistoriker (Senior Research Fellow 2006–2010, ab 2010 Quondam Fellow)[13]
- Diego Gambetta (* 1952), Soziologe (Dozent und Fellow 1995–2003, danach Quondam Fellow)[14]
- Birke Häcker (* 1977), Rechtswissenschaftlerin (Quondam Fellow 2008–2011, ab 2011 Fifty-Pound Fellow)
- Amartya Sen (* 1933), Wirtschaftswissenschaftler
- Devi Sridhar (* 1984), Anthropologin und Professorin für Öffentliche Gesundheitspflege (Research Fellow 2007–2011)
- Joseph E. Stiglitz (* 1943), Wirtschaftswissenschaftler (Fellow 1976–1979, ab 1979 Quondam Fellow)[15]
- Charles Taylor (* 1931), Philosoph
- Chris Wickham (* 1950), Historiker

### Verstorbene Fellows des Colleges
- Leopold Stennett Amery (1873–1955), Politiker und Journalist, Marineminister 1923–1924 (Distinguished Fellow 1939–1955)[16]
- Geoffrey Barraclough (1908–1984), Historiker
- Sir Isaiah Berlin (1909–1997), politischer Philosoph und Ideengeschichtler
- Peter Birks (1941–2004), Jurist (Fellow 1989–2004)
- Gerald A. Cohen (1941–2009), Gesellschaftstheorethiker, Philosoph (Fellow 1985–2008[17])
- George Nathaniel Curzon  (1859–1925), Vizekönig von Indien
- Michael Dummett (1925–2011), Philosoph
- Robert Arthur Talbot Gascoyne-Cecil, 3. Marquess of Salisbury (1830–1903), von 1885 bis 1886  Premierminister
- Tony Honoré (1921–2019), Rechtswissenschaftler und Rechtsphilosoph
- Leszek Kołakowski (1927–2009), Philosoph
- Thomas Edward Lawrence (1888–1935), Geheimagent und Schriftsteller
- Thomas Linacre (um 1460–1524), Arzt und Mathematiker
- Friedrich Max Müller (1823–1900), Sprachforscher
- Derek Parfit (1942–2017)[18], Philosoph, Fellow von 2010 bis 2017
- Peter G. J. Pulzer (1929–2023), Historiker und Politikwissenschaftler, Fellow von 1985 bis 1996
- Sir Sarvepalli Radhakrishnan (1888–1975), von 1962 bis 1967 Präsident Indiens
- Jean Seznec (1905–1983), Kunst- und Literaturhistoriker
- Sir Bernard Arthur Owen Williams (1929–2003), Philosoph
- Edward Frederick Lindley Wood, 1. Earl of Halifax (1881–1959), Politiker

## Bedeutende Lehrstühle
- Chichele-Lehrstuhl für Kriegsgeschichte
- Chichele-Lehrstuhl für Völkerrecht
- Regius Professor of Civil Law (Oxford)
- Vinerian Chair of English Law